# Lilium paradoxum
Lilium paradoxum là một loài thực vật có hoa trong họ Liliaceae. Loài này được Stearn miêu tả khoa học đầu tiên năm 1956.